# 연기 수업
연기 수업은 한국에서 제작된 서승만 감독의 2010년 영화이다. 유정석 등이 주연으로 출연하였다.

## 출연

### 주연
- 유정석
- 한나겸
- 서승만
- 최낙희

### 조연
- 권혜경
- 최민영
- 임종국
- 최혜수
- 노연우

## 제작진
- 프로듀서: 최공재
- 프로듀서: 최민영
- 제작부: 백승원
- 제작부: 노용준
- 촬영부: 공경식
- 촬영부: 윤석조
- 촬영부: 김선숙
- 조명부: 오세민
- 조명부: 권현성
- 조명부: 박용재
- 연출부: 박기준
- 연출부: 윤진영
- 연출부: 이유라
- 연출부: 한혜진
- 스크립터: 김로사
- 동시녹음: 정원진
- 동시녹음: 한익태
- 동시녹음: 김균우
- 미술: 이성창
- 분장: 최금남
- 분장: 박미혜
- 분장: 홍난이
- 분장: 백은진
- 의상: 임다영
- 세트: 박원효
- 무술연출: 임종국
- 포스터: 이상훈
- 포스터: 오세호
- 사운드슈퍼바이저: 김수진
- 스토리보드: 김정우
- 번역: 박지선